# Громадське (Вінницький район)
Громадське́ — село в Україні, у Літинській селищній громаді Вінницького району Вінницької області. Населення становить близько 400 осіб.

## Історія
12 червня 2020 року, відповідно до Розпорядження Кабінету Міністрів України № 707-р «Про визначення адміністративних центрів та затвердження територій територіальних громад Вінницької області», увійшло до складу Літинської селищної громади.
19 липня 2020 року, в результаті адміністративно-територіальної реформи та ліквідації Літинського району, село увійшло до складу Вінницького району.

## Населення

### Мова
Розподіл населення за рідною мовою за даними перепису 2001 року:
| Мова       | Відсоток |
| ---------- | -------- |
| українська | 100%     |

## Пам'ятка природи загальнодержавного значення
Неподалік від села розташована пам'ятка природи — «Урочище Дубина».

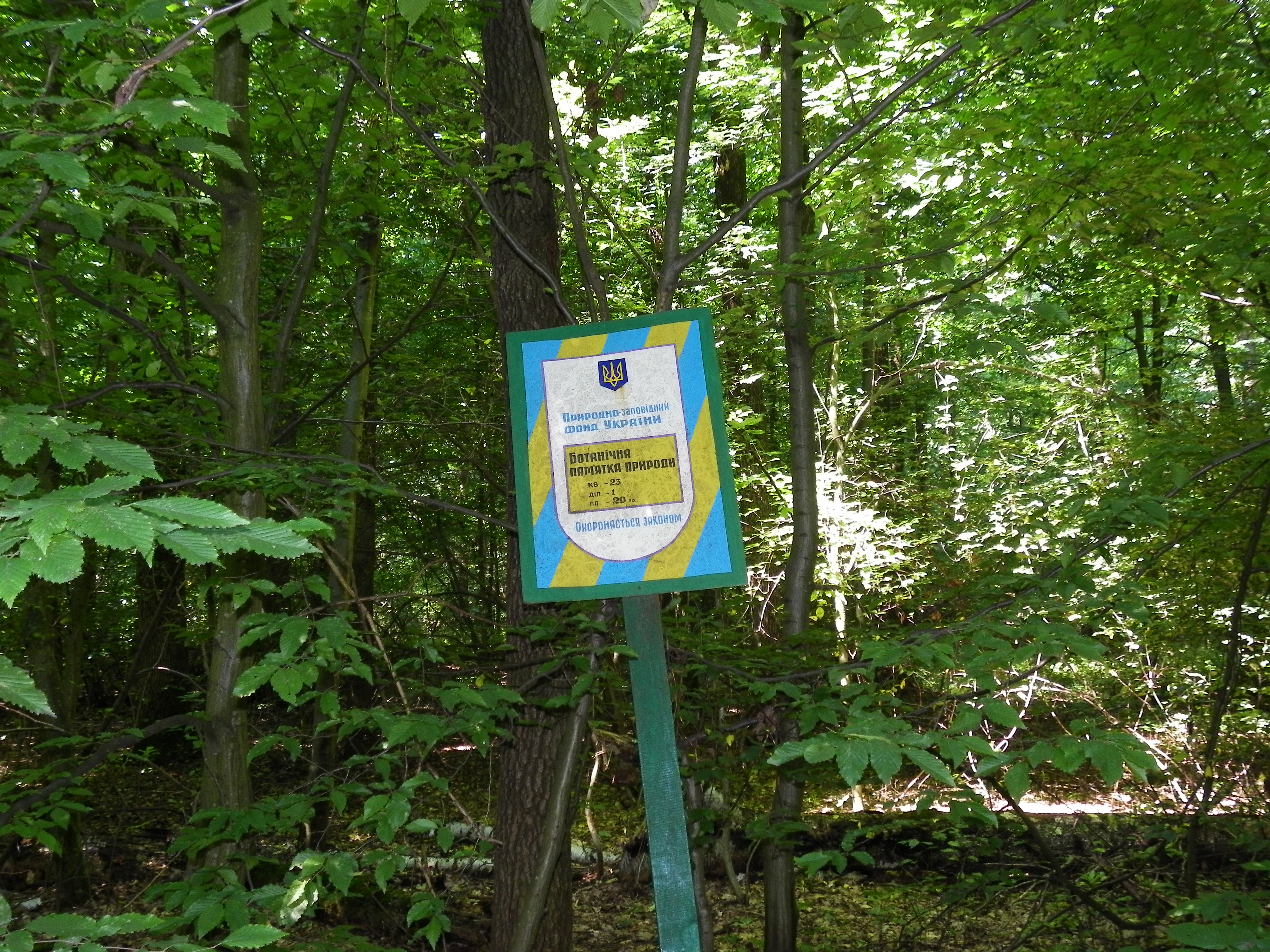
Урочище Дубина